# Кейдзьо
Кейдзьо (яп. 京城, Кейдзьо:, дослівно — столична фортеця) — адміністративна одиниця в складі  Японської імперії, що існувала на території Сеула з 30 вересня 1910 по 1945, в період, коли Корея  перебувала під управлінням Японії.

## Назва
На корейській мові назва звучить як «Кенсон» (кор. 경성). Адміністративно місто входило в провінцію Кейкідо (яп. 京畿道). Згідно  старих правил  японської орфографії, назва міста записувалася хіраганою як «けいじやう».

## Адміністративний поділ
| Судзін (яп. 崇仁) Рюяма (яп. 龍山) Мамеке (яп. 豆 毛) Хітоакі (яп. 仁昌) Кансіба (яп. 漢 芝) Онхіра (яп. 恩平) Нісіедзу (яп. 西江) Енкі (яп. 延禧) |

## Фотогалерея

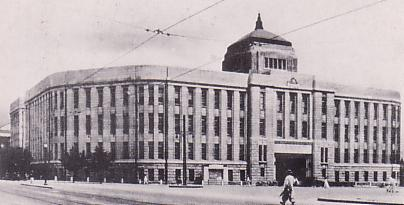
Мерія
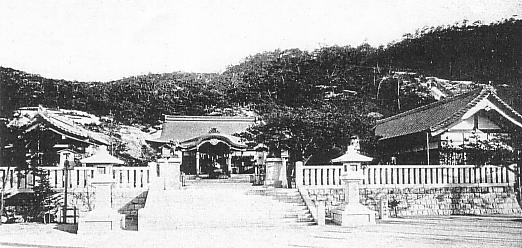
Сінтоістський храм
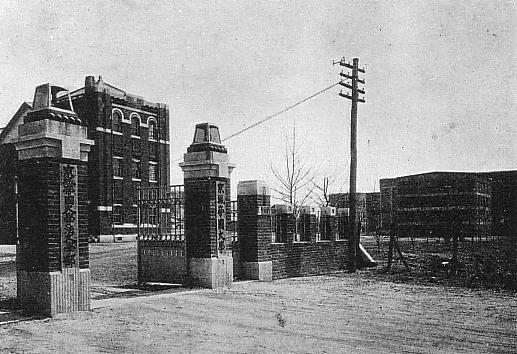
Імператорський університет Кейдзьо
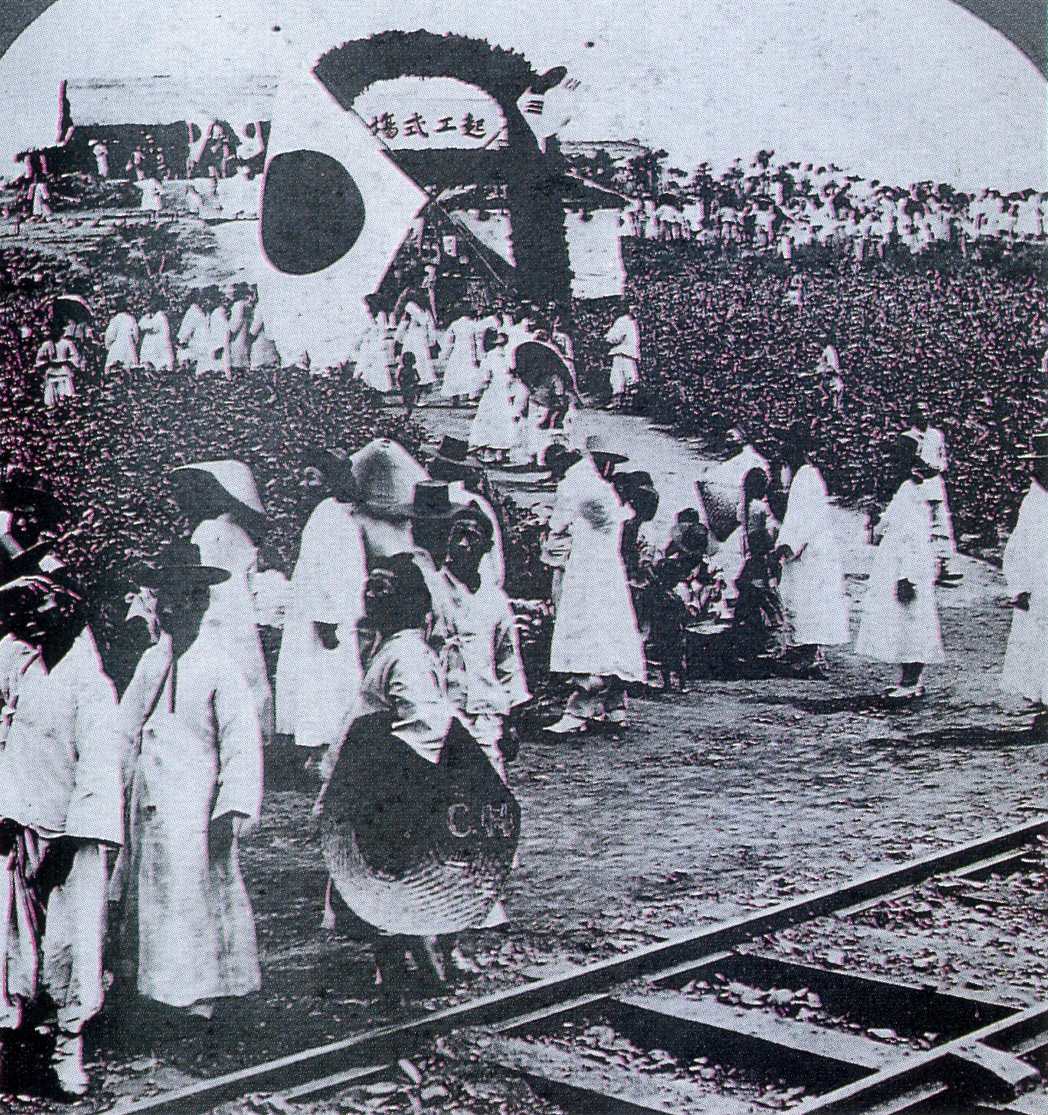
Відкриття залізниці Кейдзьо-Фудзан
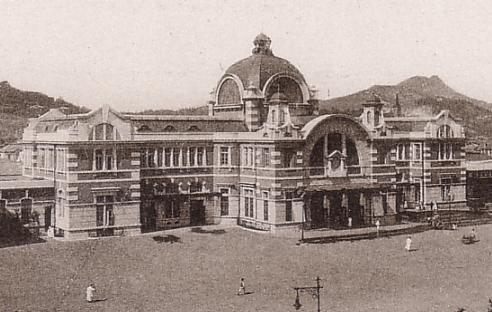
Залізнична станція Кейдзьо
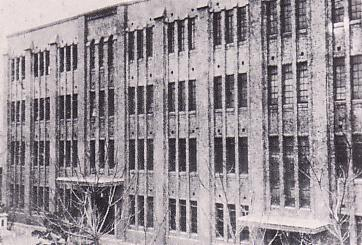
Стоматологічна школа
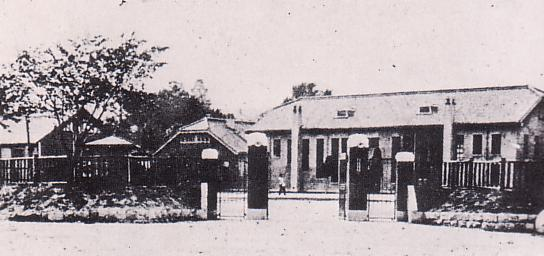
Медучилище
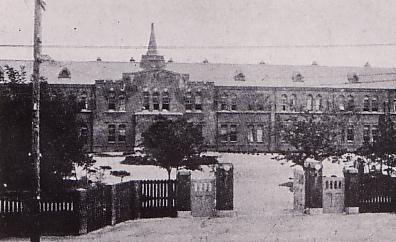
Школа
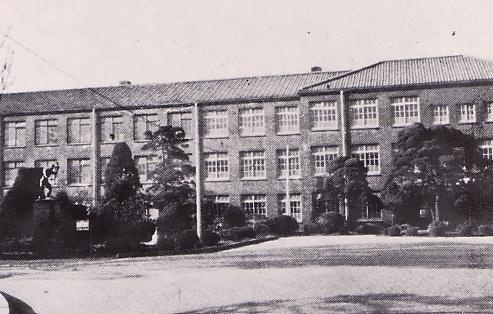
Жіноча школа
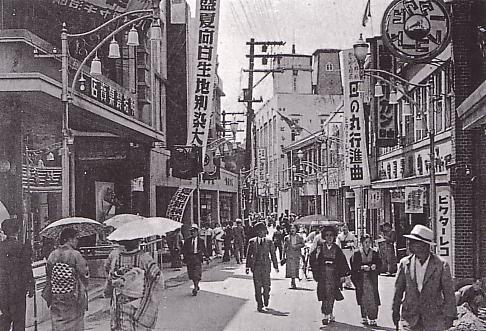
Хомматі, один з центральний районів
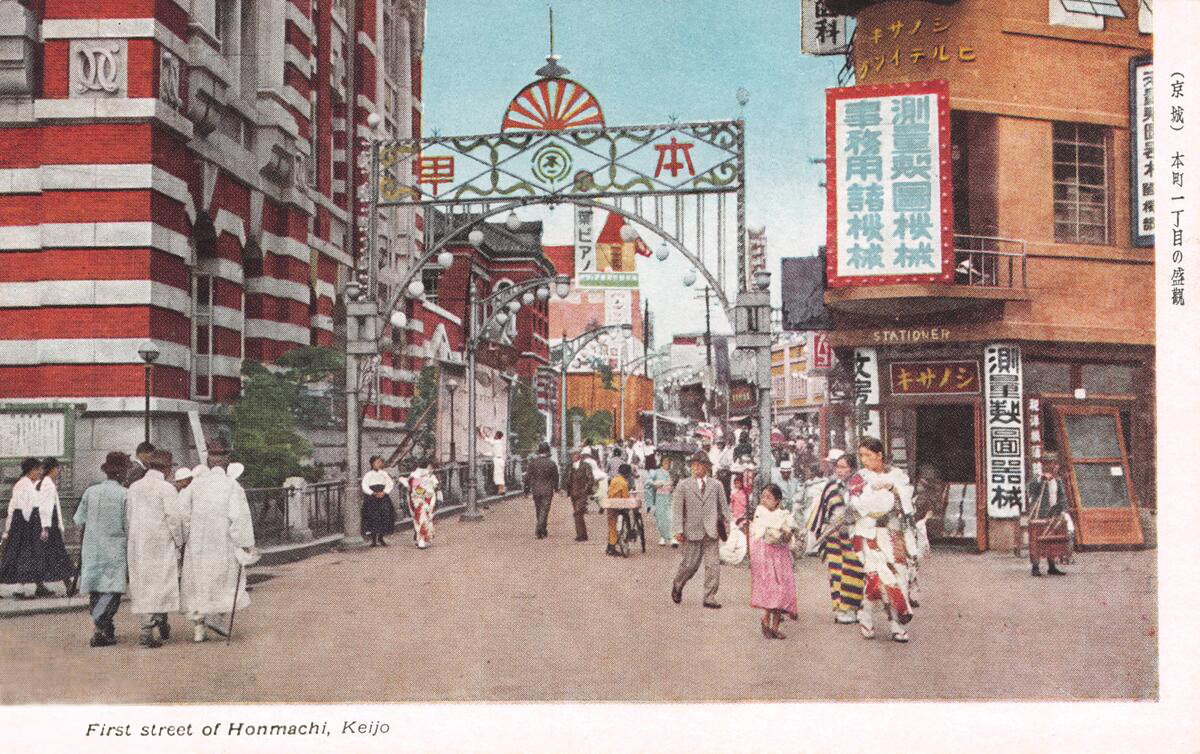
Ще одна фотографія Хомматі
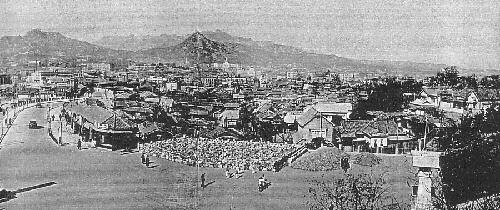
Кейдзі, 1935